# Villa Orania
Villa Orania i Bad Gastein, Österrike uppfördes av den italienske byggmästaren
Angelo Comini år 1887 åt den nederländske kompositören H Zeger-Veeckens. Villan, med adressen Bahnhofplatz 1, räknas som ett av de mest betydande exemplen på schweizerstilen i Salzburger Land.
Idag fungerar villan för uthyrning av semesterlägenheter i samarbete med den större grannfastigheten Hotel Salzburger Hof.
Villa Orania, som är belägen 1 100 meter över havet, genomgick ett större renoveringsprogram under 2008–2009 och har återställts i ursprungsskicket från 1887.